# Redningshelikopter
En redningshelikopter er en helikopter, der udfører redningsopgaver (SAR-opgaver).

## Historisk
Redninger med helikoptere ligger flere årtier tilbage. Den første søredning med helikopter og hoist skete ud for Connecticut, USA i 1945. Helikopteren gav – især i forhold til søredning – den fordel at den var væsentligt hurtigere og kunne "skyde genvej" over land. Med tiden er også redningsopgaver over land kommet til i redningshelikopternes portefølje.

### I Danmark
I Danmark introduceredes brugen af redningshelikoptere i 1955, med indkøbet af 7 Sikorsky S-55 helikoptere til Flyvevåbnet, for at minimere det store antal dødsfald som følge af de mange havarier med datidens jagerfly. I 1956 blev Eskadrille 722 således konverteret til en egentlig redningseskadrille. I 1962 modtog Søværnet 8 Alouette III-helikoptere til brug på inspektionsskibene i Nordatlanten. Helikopterne var en flight i Flyvevåbnets eskadrille 722.
I 1965 påbegyndtes leveringen af 8 Sikorsky S-61 helikoptere til Flyvevåbnet. I 1977 blev Søværnets helikoptere overført til Søværnets Flyvetjeneste og i 1981 påbegyndtes indkøbet af 8 Westland Lynx-helikoptere til afløsning for Alouette III-helikopterne. I 2006 påbegyndtes levering af 8 nye AgustaWestland AW101-helikoptere til afløsning af de aldrende S-61 helikoptere.
Rygraden i det danske søredningsberedskab i Danmark er:
- Søværnets skibe
- Marinehjemmeværnets fartøjer
- Flyvevåbnets redningshelikoptere
- Redningsstationerne

Søredningen suppleres af bl.a. Falck, handelsskibe, færger samt Søværnets helikoptere.
I Grønland og Færøerne forestås søredningen af:
- Søværnets inspektionsskibe
- Søværnets helikoptere.
- Det færøske hjemmestyres Brimil, Tjaldrið og Veðrurin.[1]

## Opgaver
Typiske opgaver inkluderer: Personsøgning til havs og lands, patienttransport og lægeassistance til udkantsområder. De fleste lande med uvejsomt terræn (f.eks. bjergområder og store ørkener) eller havområder råder over redningshelikotpere.

### Opgaver i Danmark
Redningsmissioner i Danmark koordineres fra JRCC Danmark (Joint Rescue Coordination Centre, Danmark) i Århus, der drives i et samarbejde mellem Flyvevåbnet og Søværnet. Der er normalt tre redningshelikoptere på vagt i Danmark; på flyvestationerne Aalborg, Skrydstrup (ved Vojens i Sønderjylland) og Skalstrup (ved Roskilde). Ved lav havtemperatur og høje vindhastigheder også fra Rønne (Bornholm).

### Opgaver i Nordatlanten
Ved Grønland og Færøerne supplerer de danske inspektionsskibes Lynx-helikoptere de stedlige redningsberedskabe. På Grønland varetages det af hjemmestyrets flyselskab Air Greenland med Sikorsky S-61, Eurocopter AS-350B2, Bell 212 og Bell 222U. De fleste af disse er normalt indrettet til passagertransport, men kan på kort tid om-rigges til redningshelikoptere. På Færøerne anvendes to Bell 412 helikoptere udelukkende til redningsopgaver. Disse er drevet af det færøske landsstyres flyselskab Atlantic Airways.

## Udstyr
Med en hoist kan redningshelikopteren ombordtage tilskadekomne fra synkende/brændende skibe, havet, bjergslugter, højhuse, minefelter mm. Hoisten kan også nedsænke redder og læge med medicinsk udstyr og båre til at behandle og optage tilskadekomne.
De danske redningshelikopter har altid både redder og læge om bord.
Grundet helikopternes højdebegrænsninger, kan lavineofre kun hjælpes i op til 5 km højde (in-ground effect). Pumper og andet nødudstyr kan ligeledes nedsænkes til de nødstedte.
Da levende mennesker er varmere end det omgivende havvand kan en FLIR lokalisere mennesker (samt ligene af nyligt druknede personer) i vandet, hvilket, specielt om natten, er en næsten umulig opgave med det blotte øje eller kikkert.
Mange redningsflåder og nogle redningsveste har nødsendere, som redningshelikopterne kan pejle sig frem til.

## Fodnoter
1. ↑  "Det færøske hjemmestyres redningsfartøjer". Arkiveret fra originalen 13. februar 2005. Hentet 4. februar 2008.